# Frisnyák Sándor
Frisnyák Sándor (Szikszó, 1934. május 14. – 2024. december 28.) magyar geográfus, pedagógus, egyetemi tanár.

## Élete
Frisnyák Sándor és Kocsis Margit gyermekeként született.
1952 és 1955 között az Egri Tanárképző Főiskola, 1963 és 1966 között pedig az ELTE TTK hallgatója volt.
1955 és 1957 között Mályiban általános iskolai pedagógus volt. 1957 és 1963 között a Tudományos Ismeretterjesztő Társulat Borsod megyei titkár-helyettese és folyóirat-szerkesztője volt. 1958 és 1963 között a Borsodi Földrajzi Évkönyv szerkesztője volt. 1960 és 1963 között a Borsodi Szemle szerkesztőjeként is dolgozott. 1963 és 1966 között Szegeden főiskolai adjunktus volt. 1966 és 1968 között Miskolcon gimnáziumi oktatóként dolgozott.
1968 óta a Nyíregyházi Főiskola földrajz szakos tanszékvezetője, 1968 és 1998 között főiskolai tanára, 1998 és 2004 között egyetemi tanár, 1972 és 1987 között főigazgató-helyettes volt, 2005 óta emeritus professzor. 1969 és 1987 között a Bessenyei György Tanárképző Főiskola Tudományos Közleményeinek szerkesztője volt. 1995 és 1998 között a Beregszászi Magyar Főiskola és a Miskolci Bölcsész Egyesület (MBE) professzora és tudományos tanácsadója volt. 1997-ben habilitált.
Kutatási területe a mezőgazdaság földrajza, valamint a történeti földrajz.

## Magánélete
1959 és 1980 között Barczaházi Éva volt a felesége. Két gyermekük született; Frisnyák Zsuzsa (1960-2021) közlekedéstörténész és Frisnyák Sándor (1963).

## Főbb művei
- Szabolcs-Szatmár megyei földrajzi olvasókönyv I-II. (1975)
- Magyarország földrajza (1977)
- Zempléni-hegység (1978)
- Kazincbarcika földrajza (1979)
- Budapest és a megyék földrajza (1984)
- Történeti földrajz (1985)
- Szabolcs-Szatmár megye régi térképeken (1989)
- Általános gazdaságföldrajz (1990)
- Magyarország történeti földrajza (1990)
- Rátka – Egy német falu Tokaj-Hegyalján (1991)
- Tállya (1994)
- Tájak és tevékenységi formák (földrajzi tanulmányok, 1995)
- A Kárpát-medence történeti földrajza (1996)
- A Felvidék történeti földrajza (1998)
- Szabolcs-Szatmár-Bereg megye földrajza (Boros Lászlóval, 1999)
- Az Alföld történeti földrajza I-II. (2000)
- Europas mitte um 1000 (társszerző, 2000)
- A Nyírség és a Felső-Tisza-vidék történeti földrajza (2002)
- Szerencs és környéke (Gál Andrással, 2002)
- Udvarhelyi Kendoff Károly életműve (2003)
- Szerencs és a Zempléni-hegység (Gál Andrással, 2003)
- A Dunántúl és a Kisalföld történeti földrajza (Tóth Józseffel, 2003)
- A kultúrtáj kialakulása a Kárpát-medencében (2004)
- Szerencs, Tokaj-Hegyalja kapuja (Gál Andrással, 2005)
- Szerencs monográfiája (Gál Andrással, 2005)
- Szerencs, Dél-Zemplén központja (Gál Andrással, 2007)
- Peja Győző-emlékkönyv (Gál Andrással, 2007)
- A Hernád-völgy történeti földrajza (2007)
- Magyarország kultúrgeográfiai korszakai, 895–1920. Történeti földrajzi tanulmányok; vál., sajtó alá rend. Gál András és Hanusz Árpád; Nyíregyházi Főiskola Turizmus és Földrajztudományi Intézete–Bocskai István Gimnázium, Nyíregyháza–Szerencs, 2009
- Tájhasználat és térszervezés. Történeti földrajzi tanulmányok; vál., sajtó alá rend. Gál András; Nyíregyházi Főiskola Turizmus és Földrajztudományi Intézete–Bocskai István Gimnázium, Nyíregyháza–Szerencs, 2012
- A Gödöllői-dombság történeti földrajza. Tanulmánygyűjtemény; NYF Turizmus és Földrajztudományi Intézete–Bocskai István Katolikus Gimnázium, Nyíregyháza–Szerencs, 2015
- Szikszó földrajza. Kismonográfia; szerk. Frisnyák Sándor; Nyíregyházi Egyetem Turizmus és Földrajztudományi Intézete, Nyíregyháza, 2016
- Geográfus életrajzok. Adalékok a magyar földrajztudomány történetéhez; Nyíregyházi Egyetem Turizmus és Földrajztudományi Intézete, Nyíregyháza, 2015 (Tudomány- és oktatástörténeti tanulmányok)
- A föld erejéből élünk. Történeti földrajzi tanulmányok; Nyíregyházi Egyetem Turizmus és Földrajztudományi Intézet–MTA Társadalomföldrajzi Tudományos Bizottság, Nyíregyháza, 2017 (Történeti földrajzi tanulmányok)
- Pótfüzet a 2015-ben megjelent Geográfus életrajzok, adalékok a magyar geográfia történetéhez c. könyvhöz; MTA Társadalomföldrajzi Tudományos Bizottság Történeti Földrajzi Albizottsága–Magyar Földrajzi Társaság Nyírségi Osztálya, Nyíregyháza–Budapest, 2022

## Díjai, kitüntetései
- Lónyay Menyhért-plakett (1994)
- Lóczy Lajos-emlékérem (1997)
- Rátka díszpolgára (2000)
- Peja Győző-emlékgyűrű (2000)
- A Magyar Tudományos Akadémia doktora (2000)
- Udvarhelyi Kendoff Károly-emlékplakett (2003)
- Apáczai Csere János-díj (2004)
- Balassa Iván-emlékérem (2009)
- Szent-Györgyi Albert-díj (2011)
- Pro Urbe – Szikszó Városért díj (2016)